# Chromatographie préparative
La chromatographie préparative est une technique de chromatographie utilisée pour purifier et récupérer des échantillons, que ce soit après une synthèse organique ou une étape d’extraction. Les échantillons récupérés seront ensuite identifiés par des méthodes d'analyse telles que la RMN ou la spectrométrie de masse. Ils pourront aussi être utilisés pour des applications telles que des tests cliniques dans le cas de principes actifs de médicaments.

## Principes de base et théorie
Tout comme la chromatographie analytique, la chromatographie préparative est une technique de séparation et elle repose essentiellement sur les mêmes principes théoriques. De manière générale, un mélange de constituants est exposé à deux phases : une phase stationnaire et une phase mobile. La phase mobile se déplace au travers de la phase stationnaire de façon contrôlée en entraînant les éléments qui y sont solubles. La phase stationnaire se retrouve généralement à l'intérieur d'une colonne. La nature des phases stationnaire et mobile détermine l'efficacité de la séparation des analytes. Il en existe plusieurs sortes et elles peuvent aussi être employées pour des techniques préparatives. La figure 1 montre comment celles-ci peuvent être classifiées. La phase stationnaire peut être sous forme solide ou sous forme d'un liquide lorsqu'elle est supportée par un solide. La phase mobile peut être gazeuse, liquide ou sous forme d'un fluide supercritique. En raison des différentes interactions entre les constituants du mélange et les deux phases, les constituants sont balayés à différentes vitesses de telle sorte qu'ils atteignent l'extrémité terminale de la colonne à des moments différents. En chromatographie préparative, un appareil collecteur est attaché à l'extrémité de la colonne pour recueillir les différentes fractions qui composent le mélange introduit.

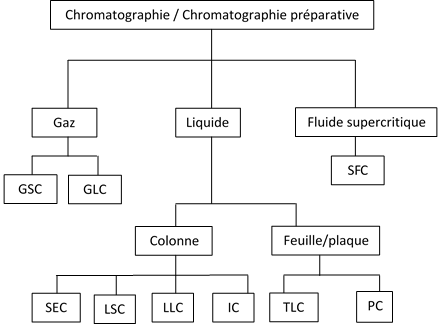
Figure 1 Chromatographie gaz-liquide (GSC), chromatographie gaz-liquide (GLC), chromatographie d’exclusion stérique (SEC), chromatographie liquide-solide (LSC), chromatographie liquide-liquide (LLC), chromatographie d’échange ionique (IC), chromatographie à fluide supercritique (SFC), chromatographie sur couche mince (TLC), chromatographique sur papier (PC).

Une expérience de base en chromatographie peut se résumer de la façon suivante  :
1. On immobilise dans une colonne un solide finement divisé appelé phase stationnaire.
2. On place en tête de colonne une petite quantité de l'échantillon à séparer.
3. On force cet échantillon à traverser la colonne de son entrée vers sa sortie au moyen de la phase mobile afin d'entraîner ses divers constituants. Si les composés présents migrent à des vitesses différentes, ils pourront être recueillis séparément en sortie de colonne, chacun en solution dans la phase mobile.

Ce genre d'expérience peut être traduit graphiquement avec le matériel et les montages appropriés. Le chromatogramme traduit la variation au cours du temps d'une variable reliée à la concentration ou à la quantité du soluté en sortie de colonne. Le temps est porté en abscisse, son origine coïncidant avec l'introduction de l'échantillon dans le système d'injection, et la réponse du détecteur correspond aux ordonnées. La ligne de base représente la réponse du détecteur en dehors du passage du soluté. La quantité de pics chromatographiques dépend de la quantité de constituants séparés et leur allure est déterminée de façon générale par l'injection (durée de l'injection, durée de la pénétration de l'échantillon dans la colonne), la colonne (élution) et la détection (temps mort entre sortie de colonne et détecteur, durée de réponse du détecteur, etc.).

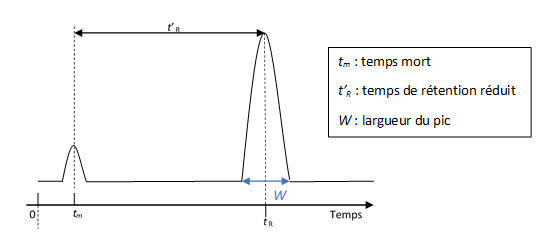
Figure 2 Éléments principaux d'un chromatogramme

## Conséquences de la surcharge des colonnes

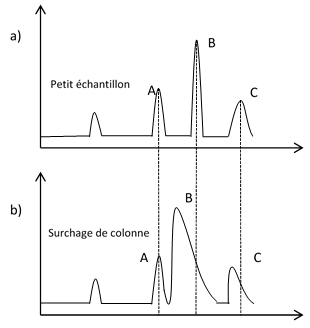
Figure 3 Séparation analytique en a) et séparation de type T-P de la surcharge de masse correspondante en b).

En chromatographie préparative, la capacité limite des colonnes est atteinte pour permettre l'ajout d'une grande quantité d'échantillon à la phase mobile, contrairement à la technique analytique où seulement de petites quantités d'échantillon sont séparées. De cette manière, une plus grande quantité de substance passe au travers de la colonne. Cette surcharge de masse est assez importante pour changer l'allure des pics chromatographiques et les temps de rétention dans la colonne. En augmentant la quantité d'échantillon introduite en tête de colonne, le détecteur devient vite surchargé et les temps de rétention diminuent. Une quantité d'échantillon assez grande peut alors influencer la séparation. La figure 3 montre comment les pics sont élargis et déformés par ces effets. C'est ce qu'on appelle la surcharge de colonne. Celle-ci se définit par la masse du produit d'intérêt le plus large et non par la masse de l'échantillon introduite pour la séparation.

## Échelle de séparation
La quantité d'échantillon à séparer varie selon l'utilisation du produit purifié. 

### Petites quantités
Lorsque seulement quelques milligrammes d'un composé purifié sont récupérés, la masse de l'échantillon peut être augmentée jusqu'au point où les pics chromatographiques voisins se chevauchent. Ce type de séparation, mieux connu sous son appellation anglaise touching-peak separation (ou T-P separation), correspond à la quantité maximale d'échantillon pouvant être injectée en tête de colonne tout en permettant la récupération d'environ 100 % du produit désiré pur à presque 100 %.

### Grandes quantités
Pour la séparation d'échantillons lourds (de masse >>10 mg) deux options s'imposent : l'utilisation de colonnes à diamètre plus large et l'optimisation des conditions pour une résolution maximale du pic chromatographique du produit souhaité. 

#### Colonnes de large diamètre
Il est possible de séparer un échantillon en augmentant le diamètre de la colonne et obtenir les mêmes résultats si les conditions expérimentales sont connues et maintenues (longueur de la colonne, phase mobile, phase stationnaire). Le volume d'échantillon et son débit sont augmentés proportionnellement à la surface transversale de la colonne. Ces derniers paramètres doivent être augmentés d'un même facteur pour que la séparation demeure la même autant lors de l'utilisation d'une colonne de petit diamètre, que lors de l'utilisation d'une colonne de large diamètre. À ce moment, les temps de rétention, la largeur des pics, la résolution et la pression dans la colonne demeurent constants.

#### Conditions optimales

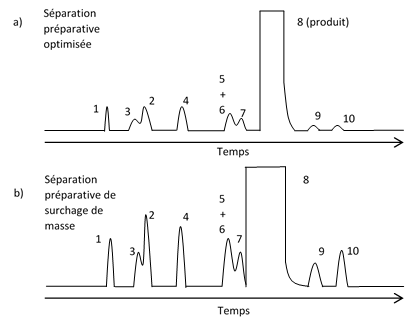
Figure 4 a) Conditions de séparation prep-LC optimisée pour la purification du pic chromatographique du produit (8);
b)Séparation de type T-P (gros échantillon) d'après les conditions de prep-LC utilisées en a).

Un échantillon lourd peut aussi être mieux séparé en améliorant la sélectivité. En chromatographie préparative, la récupération d'un seul produit (d'un seul pic) est fréquente. Dès lors, seulement la résolution entre le pic du produit recherché et les pics d'impuretés adjacents est importante. La résolution du pic du produit est alors de préférence la plus élevée possible. La sélectivité peut être améliorée en changeant les conditions de séparation.

## Séparation des pics chromatographiques qui se chevauchent (touching-peak separation)
La masse d'échantillon injectée est choisie de façon que le pic chromatographique élargi du produit désiré ne touche qu'à peine l'un des deux pics qui lui sont voisins. Une quantité maximale d'échantillon peut alors être introduite pour sa séparation de manière à recueillir le produit attendu presque dans sa totalité (≈100 %) et purifié presque à 100 %. Cette quantité dépend de trois aspects : la valeur du facteur de sélectivité (α) du produit pour une petite quantité d'échantillon injectée, la nature de l'échantillon et la capacité de saturation de la colonne utilisée. Comme la largeur des pics qui se chevauchent augmente environ proportionnellement à la racine carrée de la masse de l'échantillon, la masse du produit injecté {\displaystyle w_{x}} pour une séparation de type T-P peut se traduire par l'équation suivante :{\displaystyle w_{x}=\left({\frac {1}{6}}\right)\left({\frac {\alpha -1}{\alpha }}\right)^{2}w_{s}} où
{\displaystyle w_{x}} : masse du produit injecté
{\displaystyle \alpha } : facteur de sélectivité du produit
{\displaystyle w_{s}}: capacité de la colonne

### Capacité des colonnes
La capacité des colonnes correspond à l'absorption d'une molécule en solution ou, en d'autres mots, à la quantité maximale d'analytes qui remplira entièrement une monocouche absorbée. Cette capacité est spécifique à chaque colonne et varie en fonction des conditions expérimentales et des analytes. Elle est en effet proportionnelle à la surface accessible de phase stationnaire et influencée par la nature des molécules dans l'échantillon. Il faut aussi prendre en considération la dimension des pores du matériau de remplissage. Des petits pores rendent difficile la rétention de grosses molécules et diminuent la capacité des colonnes. À l'opposé, de grands pores diminuent la surface disponible à l'adsorption et diminuent la capacité de la colonne par le fait même. Des pores de grosseur intermédiaire sont alors un bon compromis et procurent une meilleure capacité de colonne. De plus, il faut considérer les caractéristiques des molécules à séparer. Par exemple, de petites molécules qui s'adsorbent perpendiculairement à la phase stationnaire augmentent la capacité de la colonne alors que les molécules chargées (ions) qui se repoussent par interactions électrostatiques lorsqu'elles sont adsorbées la diminuent.

### Volume de l'échantillon

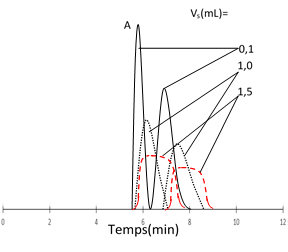
Figure 5 Effets d'une surcharge de volume sur la séparation de deux pics voisins

Le volume de l'échantillon injecté dépend de la masse de produit voulue et sa concentration dans cet échantillon. Cependant, le volume d'échantillon introduit n'a que peu d'effet en chromatographie préparative jusqu'à ce qu'il atteigne la moitié du volume du pic du produit recueilli.

### Solubilité de l'échantillon
La quantité d’échantillon introduite pour la séparation dépend aussi de la solubilité de ce dernier dans la phase mobile. Un certain poids de l’échantillon doit être injecté pour qu’une séparation T-P puisse avoir lieu. Le solvant et la température jouent sur cette solubilité.

#### Solvant
Le solvant dans lequel est dissout l’échantillon influence sa solubilité et sa séparation. Il faut alors savoir choisir un solvant permettant un compromis satisfaisant entre la solubilité de l’échantillon dans la phase mobile et la sélectivité de la colonne. En général, un solvant de force similaire à la phase mobile est choisi pour éviter des effets indésirables lors de la séparation.

#### Température
Une augmentation de la température de la colonne augmente aussi généralement la solubilité de l’échantillon. Cela a aussi pour effet de diminuer la rétention des analytes et la quantité pouvant être injectée.

## Optimisation des techniques de chromatographie préparative
Le but de la chromatographie préparative est aussi d'améliorer le temps de production d'un produit dans les conditions de pureté attendues. En effet, comme le nombre de pics résolus est moindre qu'en chromatographie analytique, il est intéressant d'optimiser le rendement de séparation. On se concentre ici sur la capacité de la technique à séparer les différents constituants d'un mélange, soit sa sélectivité. Cela peut se faire en faisant varier deux paramètres principaux : la résolution et le débit. À noter que le bon ratio entre ces deux paramètres est déterminé selon le type de méthode voulu, les conditions économiques ou encore le degré de pureté souhaité.

### Résolution
En chromatographie, on peut définir la résolution comme étant la capacité de deux substances à sortir séparément sur le chromatogramme. Visuellement, c’est l’écart entre deux signaux (entre deux pics) sur le chromatogramme . La résolution varie alors de la façon suivante : {\displaystyle R_{s}={\frac {V_{1}-V_{2}}{{\tfrac {1}{2}}(W_{1}+W_{2})}}}où Rs=Résolution, V1 et V2: Volume d'élution et W1 et W2=Largeur des pics
Le volume de rétention dépend de la sélectivité de la substance et la largeur des pics dépend de l’efficacité de la colonne . En pratique, toutefois, on délaisse la résolution comme paramètre au profit du facteur de purification .
Le premier facteur influençant la résolution est l’efficacité (N) liée au nombre de paliers théoriques de la colonne. Un plateau théorique est une zone fictive à l’intérieur de laquelle la distribution des analytes entre les phases mobile et stationnaire atteignent un équilibre . La qualité du lit de gel choisi lors d’une chromatographie préparative est important et correspond au diamètre des particules qui le composent. Aussi, l’efficacité repose sur la longueur de la colonne . Plus la colonne qui effectue la chromatographie est longue, plus il y a de paliers théoriques, et plus la chromatographie est efficace . La largeur des pics peut être optimisée en fonction de l’efficacité selon l’équation suivante : 
{\displaystyle N=16\left({\frac {V_{e}}{W}}\right)^{2}}où N=Efficacité, Ve: Volume d'élution et W=Largeur des pics
On peut alors comprendre pourquoi la largeur des pics diminue si l’efficacité augmente. En se reportant à l’équation de la résolution, on peut alors déduire que la résolution augmente en fonction de l’efficacité. Les pics sur le chromatogramme seront alors plus minces. Il faut toutefois préciser que ce paramètre joue un rôle minime en comparaison à la sélectivité .
Le deuxième facteur influençant la résolution est la sélectivité. Celui-ci influence la résolution du chromatogramme plus que tout autre paramètre . En augmentant la sélectivité, la distance entre les pics augmente . Ainsi, selon la définition de la résolution indiquée plus haut, plus la sélectivité est grande, plus la résolution est grande. En chromatographie préparative, à l’exception de certains cas plus complexes, on s’attarde plus à la sélectivité qu’à la résolution puisque le but n’est pas d’analyser mais de séparer les différents constituants en augmentant leur rendement .

### Débit
À l’instar de l’efficacité, le débit de la colonne est augmenté en jouant avec les dimensions de la colonne, seulement ici, en changeant son rayon. En effet, comme le débit correspond au rayon au carré, lorsque ce dernier augmente, le débit augmente aussi. Pour l’optimiser, il faut faire varier la vitesse d’écoulement. 
Aussi, la phase stationnaire utilisée lors de la chromatographie doit promouvoir le meilleur ratio entre vitesse d’écoulement et chargement de la colonne . Afin d’optimiser la technique, il faut alors adapter les conditions expérimentales à la phase stationnaire choisie puisqu’elles lui sont propres . Par exemple, il est possible de modifier le pH et la force ionique d’une phase stationnaire pour optimiser le débit, mais il n’est pas dit que ces ajustements seront valables pour une autre phase stationnaire. Il faudra alors refaire l’optimisation en fonction de cette dernière .

## Méthodes
La majorité des méthodes chromatographiques sont utilisables en chromatographie préparative : 
- chromatographie en phase gazeuse (CPG), chromatographie en phase liquide (CPL) (HPLC par exemple), chromatographie en phase supercritique (CPS) : la CPS préparative présente l’avantage, par rapport à la CPL, d’une récupération rapide des solutés par détente de la phase mobile[20] ;
- chromatographie d'adsorption, chromatographie d'affinité, chromatographie de partage, chromatographie à échange d'ions, chromatographie d'exclusion stérique, chromatographie chirale ;
- chromatographie planaire (Chromatographie sur couche mince et chromatographie sur papier par exemple), chromatographie sur colonne ;
- chromatographie par élution, chromatographie par déplacement (en), chromatographie frontale (de).

La HPLC et la CCM sont les plus utilisées.

## Analytique versus préparative
En comparaison avec la chromatographie analytique, la chromatographie préparative :
- utilise des quantités d’échantillon, des volumes d’éluant et des débits d’éluant plus grands ;
- a une phase mobile plus facile à éliminer ;
- a une phase stationnaire ayant une plus faible résistance au débit.

Dans le cas de la chromatographie en phase gazeuse, les dimensions des colonnes sont plus grandes : la chromatographie préparative a lieu par exemple sur des colonnes de l’ordre du centimètre de diamètre.
Dans le cas de la chromatographie planaire, la phase stationnaire est plus épaisse : la chromatographie sur plaque a par exemple une phase stationnaire d’une épaisseur variant de 0,5 à 2,0 mm.
Dans le cas de la HPLC, le tableau suivant montre les différences :
| Propriété               | HPLC analytique    | HPLC préparative            |
| ----------------------- | ------------------ | --------------------------- |
| Taille de l'échantillon | 5 - 100 microlitre | 1 gramme                    |
| Longueur de la colonne  | 3 à 25 centimètres | Supérieure à 25 centimètres |
| Diamètre de la colonne  | 2 à 4 millimètres  | 10 à 150 millimètres        |

## Applications
En pharmacie, la chromatographie préparative est utilisée d’une façon routinière dans la recherche de nouveaux principes actifs. En chimie, elle est utilisée pour préparer des étalons purs et pour purifier des quantités suffisantes d’intermédiaires réactionnels. Au niveau des laboratoires de chimie et de biologie, la chromatographie préparative est utilisée pour séparer et purifier les polymères, les protéines et l'ADN. 
En plus, la CCM préparative est utilisée comme une étape pilote avant le passage à l'HPLC préparative.

### Exemple d'application
Lorsqu’on pense à la chromatographie préparative, il faut garder en tête que celle-ci s’applique à presque toutes les techniques de chromatographies analytiques (chromatographie liquide haute performance (HPLC), chromatographique liquide-solide (LSC), chromatographie à échange d’ions (IC), chromatographique gaz-liquide (GLC), etc.). Le choix de la méthode utilisée doit être fait en fonction des analytes à séparer. Par exemple, la chromatographie d’échange d’ions (CI) peut être utilisée pour la séparation des ions et des composés polaires comme des acides et des bases. Rappelons que le but principal de ces techniques est de séparer, de détecter et de purifier les substances étudiées.

#### Matériel et montage
Plusieurs montages et différents instruments peuvent être utilisés en fonction des différentes techniques de chromatographie. Comme la technique préparative se veut surtout qualitative, des détecteurs non destructifs sont utilisés. Les analytes de l’échantillon peuvent alors être recueillis intacts. L’une des plus utilisées est la chromatographie liquide haute performance préparatoire (Prep-HPLC). La figure 6 montre un exemple de cette technique. 

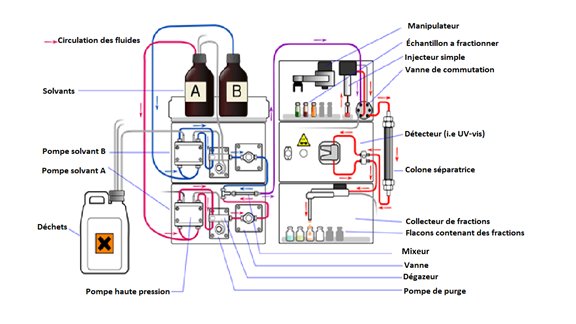
Figure 6 Exemple d’un montage de prep-HPLC

Généralement l’équipement de la HPLC est automatisé : l’injecteur et le collecteur de fraction, par exemple, peuvent être automatiques. La taille de ce type de système de séparation et les différentes conditions dépendent principalement de la taille de la colonne. Ce raisonnement est aussi applicable pour les autres types de montages. Par exemple, il existe des colonnes de 2 à 5 cm pour lesquelles on utilise des débits de 18 à 120 mL/min. De plus, les pompes doivent être ajustées selon les colonnes pour appliquer une pression raisonnable sans affecter leur performance tout en ajoutant un volume qui les surcharge. Aussi, la taille des particules idéale devrait se situer entre 5 et 20 mm pour ce type de montage. Dans ce dernier, on crée deux gradients de solvants. Dans la figure 5, une HPLC préparatoire à deux solvants est illustrée. En premier lieu, on enlève l’oxygène à l’aide du dégazeur dans les deux solvants et on les pompe ensuite avec une pompe haute pression vers un mixeur qui mélange les deux solvants pour ensuite les diriger vers la colonne. Par la suite, l’échantillon est injecté à l’aide d’un injecteur simple et est envoyé dans la colonne séparatrice à l’aide d’une vanne de commutation. L’échantillon arrive finalement au détecteur et au collecteur de fractions. Ce dernier sera en mesure d’identifier la fraction désirée et de la placer dans l’un des flacons du montage. Les fractions indésirables pourront être éliminées.